# Bandiera posteriore di Hanggin
La bandiera posteriore di Hanggin (杭锦后旗S, Hángjǐn HòuqíP) è una bandiera della Mongolia Interna, regione autonoma della Cina. Essa è amministrata dalla prefettura di Bayannur.